# Oud Gereformeerde Kerk (Kampen)
De Oud Gereformeerde Kerk aan de Burgwal in Kampen is een kerkgebouw uit 1893. Het kerkgebouw is in gebruik bij de plaatselijke Oud Gereformeerde Gemeente in Nederland. 
De gemeente ontstond in 1891 na een conflict binnen de 'Klompieskarke' van Kampen, de Dortsch Gereformeerde Gemeente (de latere Gereformeerde Gemeente).
Op 20 november 1893 werd een woning aangekocht aan de Burgwal. Dit pand werd verbouwd tot kerk.
In 1951 werd de voorgevel met het torentje toegevoegd. 
In 1986 werd het gebouw ingrijpend gerenoveerd. De muren werden opnieuw opgetrokken en er werden nieuwe banken (afkomstig van de Gereformeerde Gemeente van Veenendaal) in de kerk geplaatst. 
De gemeente heeft slechts eenmalig een eigen predikant gehad. Dit was Johannes Schinkelshoek, die in 1970 tot lerend ouderling werd bevestigd en op 13 juni 1973 tot predikant werd bevestigd. Op 16 januari 1979  vertrok deze predikant naar Stavenisse. Voor de scheuring in 1893 werd de Klompieskarke gediend door ds. E Fransen en ds. D. Wijting.

## Orgel
Het orgel is in 1908 gebouwd door de Kamper orgelbouwer Jan Proper (1853-1922). Het front is deels ouder, waarschijnlijk van omstreeks 1850.

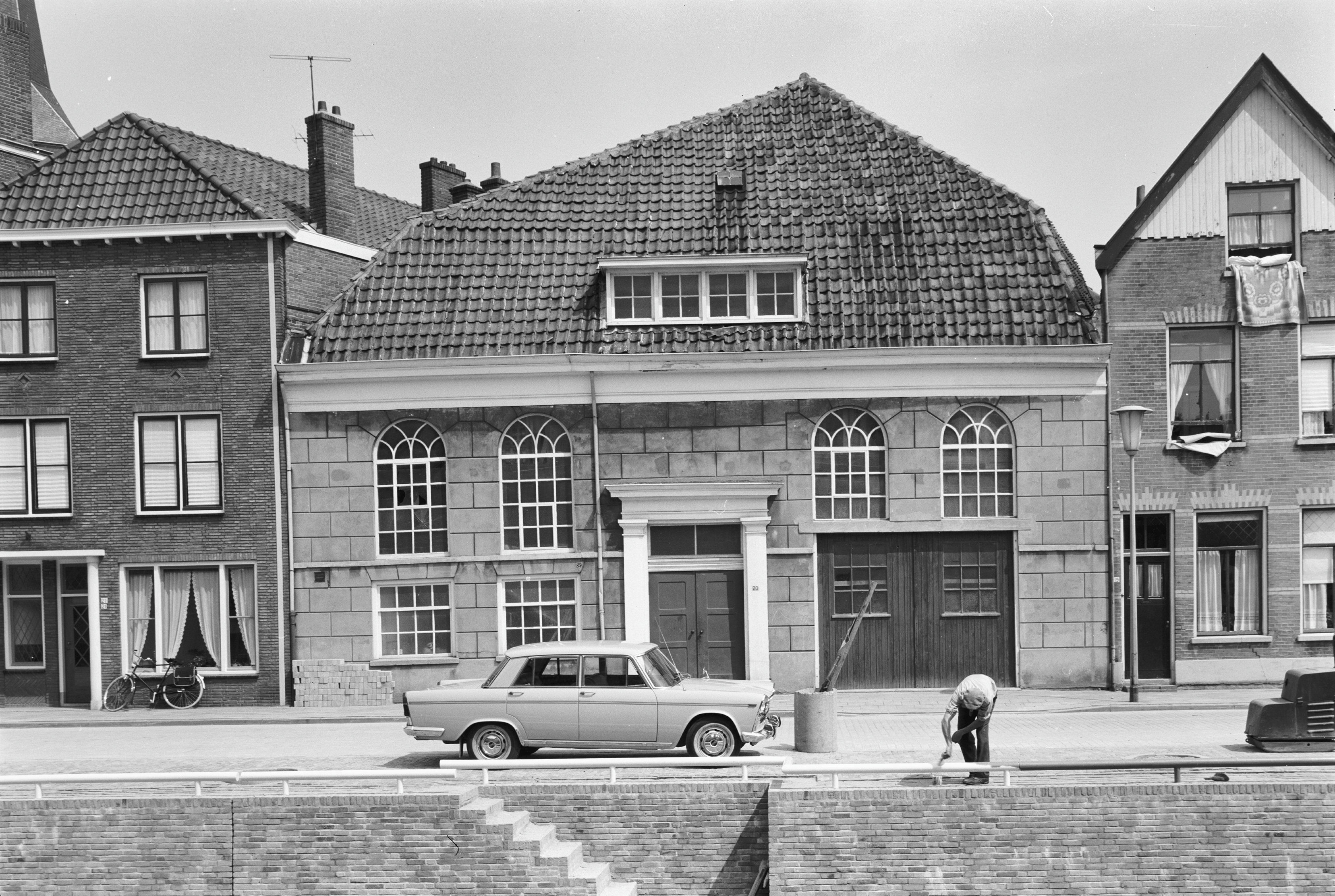
De Klompieskarke aan de Burgwal. Hier kerkte de Dortsch Gereformeerde Gemeente, waaruit de Oud Gereformeerde Gemeente is ontstaan. Tot 1951 bleef dit kerkje in gebruik bij de Gereformeerde Gemeente van Kampen.